# Prix Luc-Perreault-AQCC
Pour les articles homonymes, voir Prix de la critique.
Le prix Luc-Perreault-AQCC est une récompense cinématographique québécoise décernée par l'Association québécoise des critiques de cinéma (AQCC) chaque année depuis 1974, récompensant le meilleur long métrage québécois de l'année précédente.
Il tire son nom de Luc Perreault (1942-2007), journaliste et critique de cinéma durant près de 40 ans à La Presse.

## Historique
Au cours des années, le prix a connu plusieurs appellations :
- le prix de la critique québécoise de 1974 à 1980 ;
- le prix L.-E.-Ouimet-Molson jusqu'en 1994 ;
- le prix Belle Gueule-AQCC en 1995 ;
- le prix AQCC-SODEC de 1996 à 2011 ;
- le prix Luc-Perreault-La Presse de 2012 à 2015 ;
- le prix Luc-Perreault-AQCC depuis février 2016.

Depuis 2012, le prix se voit doté d'une bourse de 2 000 dollars .

## Palmarès[3]
- 1974 : Les Ordres de Michel Brault
- 1975 : On disait que c'était notre heure/Ntesi nana shepen de Arthur Lamothe
- 1976 : Ti-Cul Tougas de Jean-Guy Noël
- 1977 : 24 heures ou plus... de Gilles Groulx
- 1978 : Comme les six doigts de la main de André Melançon
- 1979 : L'Hiver bleu de André Blanchard
- 1980 : Une histoire de femmes de Sophie Bissonnette, Martin Duckworth et Joyce Rock
- 1981 : Les Plouffe de Gilles Carle
- 1982 : Le Confort et l'Indifférence de Denys Arcand
- 1983 : La Turlute des années dures de Richard Boutet et Pascal Gélinas
- 1984 : La Femme de l'hôtel de Léa Pool
- 1985 : Caffè Italia, Montréal de Paul Tana
- 1986 : Le Déclin de l'empire américain de Denys Arcand
- 1987 : Train of Dreams de John N. Smith
- 1988 : Kalamazoo de André Forcier
- 1989 : Trois pommes à côté du sommeil de Jacques Leduc
- 1990 : La Liberté d'une statue de Olivier Asselin
- 1991 : The Company of Strangers de Cynthia Scott
- 1992 : Requiem pour un beau sans-cœur de Robert Morin
- 1993 : Deux actrices de Micheline Lanctôt
- 1994 : Octobre de Pierre Falardeau
- 1995 : Rang 5 de Richard Lavoie
- 1996 : La Plante humaine de Pierre Hébert
- 1997 : Tu as crié: Let Me Go de Anne-Claire Poirier
- 1998 : Quiconque meurt, meurt à douleur de Robert Morin
- 1999 : Post-mortem de Louis Bélanger
- 2000 : La Moitié gauche du frigo de Philippe Falardeau
- 2001 : Mariages de Catherine Martin
- 2002 : Yellowknife de Rodrigue Jean
- 2003 : Gaz Bar Blues de Louis Bélanger
- 2004 : Ce qu'il reste de nous de François Prévost et Hugo Latulippe
- 2005 : La Neuvaine de Bernard Émond
- 2006 : Congorama de Philippe Falardeau
- 2007 : Continental, un film sans fusil de Stéphane Lafleur
- 2008 : Ce qu'il faut pour vivre de Benoît Pilon
- 2009 : La Donation de Bernard Émond
- 2010 : Curling de Denis Côté[4]
- 2011 : Le Vendeur de Sébastien Pilote
- 2012 : Rebelle de Kim Nguyen
- 2013 : Le Météore de François Delisle
- 2014 : Mommy de Xavier Dolan
- 2015 : Les Démons de Philippe Lesage
- 2016 : Avant les rues de Chloé Leriche
- 2017 : Les Affamés de Robin Aubert
- 2018 : La Part du diable de Luc Bourdon
- 2019 : Le Vingtième Siècle de Matthew Rankin
- 2020 : Nadia, Butterfly de Pascal Plante[5]
- 2021: Archipel de Félix Dufour-Laperrière
- 2022 : Geographies of Solitude de Jacquelyn Mills

Note : le prix est remis après la fin de l'année. Par exemple, le prix 2018 fut annoncé le 1er mars 2019.